# Кодаярви
Кодая́рви — пресноводное озеро на территории Суоярвского городского поселения Суоярвского района Республики Карелии.

## Физико-географическая характеристика
Площадь поверхности — 0,6 км².
Расположено в 2 км севернее границы с Пряжинским районом. Урез воды — 113,5 метров над уровнем моря. Из озера вытекает река Сона (в нижнем течении носит название Кавожа). Бассейна Ладожского озера. Впадает несколько небольших ручьёв: Раяселянпуро, Пюэрэясуоноя, Луйкойнсуоноя.
С юго-востока к озеру подходит лесовозная дорога.
Населённые пункты вблизи водоёма отсутствуют.